# دوخر النعاج
دَوْخَر النِّعَاج هو فطر أرضي متعدد المسام موجود في غرب أمريكا الشمالية وشمال أوروبا. يرتبط ارتباطًا وثيقًا بالأندر من النوع A. subrubescens والتي يمكن تمييزها عنها مجهريًا بواسطة جدار بوغ النشواني. هذا الفطر مأكول مستحب الطعم ويباع تجاريًا في فنلندا.

## الوصف
يراوح عرض النكعة من 4 إلى 20 سم ، ويكون محدبًا ثم مسطحًا أو منخفضًا، وأبيضًا ثم بنيًا أو ورديًا. السطح جاف وناعم ولكنه يتشقق مع تقدم العمر. يبلغ طول القصبة البيضاء 3-10 سم وعرضها من 1 إلى 4 سم ، وربما تكون متفرعة ، ولها قاعدة مساوية أو أكبر.
قد تكون الأنواع صالحة للأكل إذا طهيت، ولكن لا ينصح بها بعض المرشدين.